# Claudius von Sincère

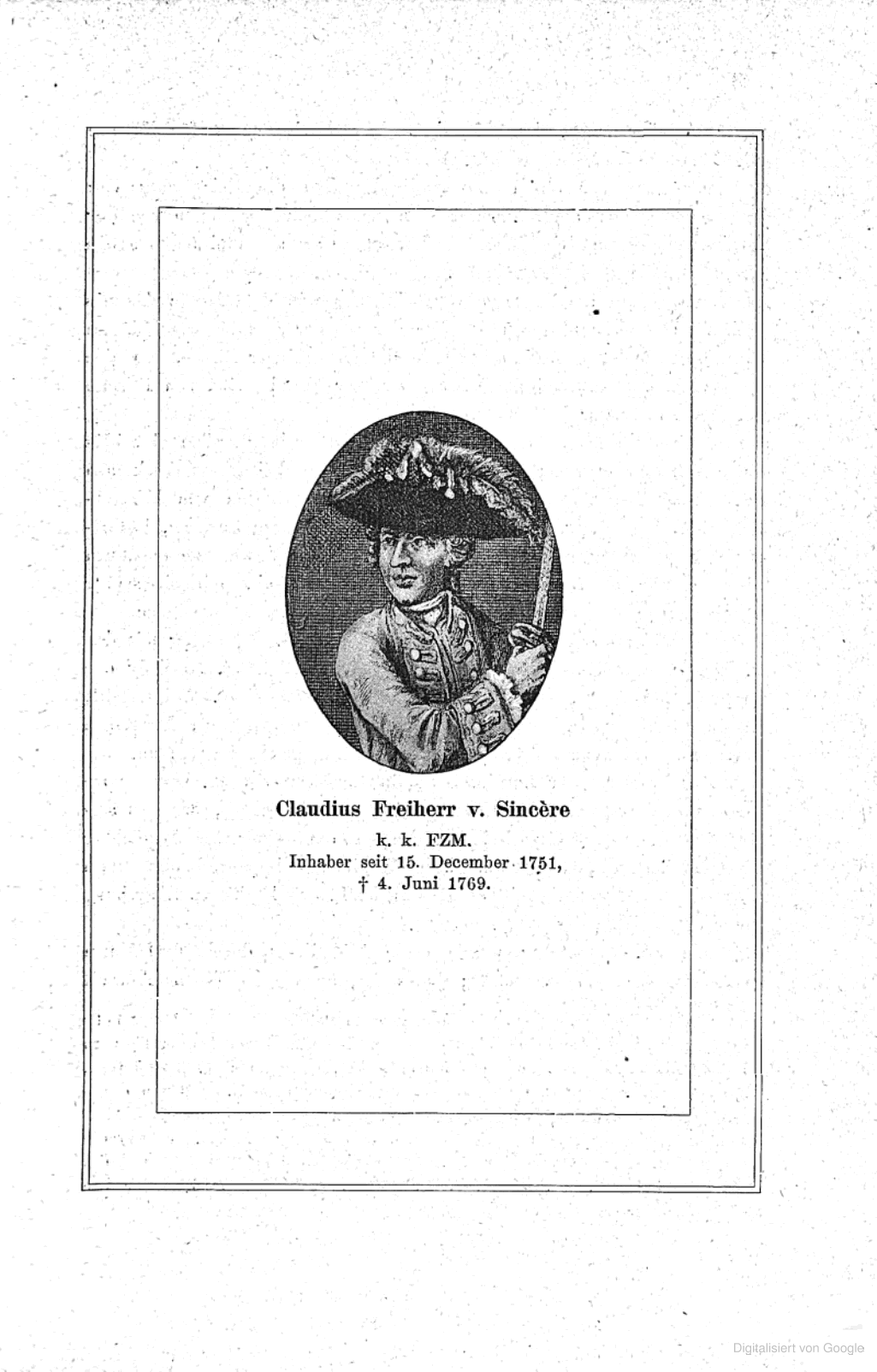
Claudius von Sincére (1696–1769), k.k. Feldzeugmeister

Freiherr Claudius von Sincère (* 1696 in Mömpelgard in Lothringen; † 4. Juni 1769 in Znaim) war k. k. Feldzeugmeister und Träger des Großkreuz des Maria Theresia-Ordens, sowie Inhaber des Infanterieregiments No. 54.

## Leben
Er ging bereits 1710 in kaiserliche Dienste und kam zur Infanterie. Über seine weiteren Werdegang gibt es keine Berichte, aber im Mai 1738 wurde er Oberst und Kommandeur des Infanterieregiments No. 3. Er kämpfte im 7. Türkenkrieg am 4. Juli 1738 bei Kornja, am 20. Juli 1739 bei Grocka. 1740 wurde er in das Infanterie-Regiment No.17 versetzt, wo er 1743 Regimentskommandeur wurde.
Als Nächstes kann er sich im Zweiten Schlesischen Krieg auszeichnen. Er führte mit 17 Grenadier-Compagnien die Vorhut der österreichischen Armee und überschritt am 19. November 1744 die Elbe bei Teltschitz. Am 4. Juni 1745 kämpfte er in der Schlacht bei Hohenfriedberg, wo er schwer verwundet wurde und sein Regiment als einer der ersten das Feld verließ. Dennoch wurde er am 31. Juli 1745 zum Generalmajor befördert. 1746 kommandierte er ein Korps in den Niederlanden in der Schlacht bei Roucourt.
Nach dem Krieg entwickelte er ein neues Exerzierreglement. 1751 erhielt er das Infanterieregiment No. 46, das er aber noch am 15. Dezember 1751 gegen das Infanterieregiment No. 54 tauschte.
Er wurde 1753 nach Wien abkommandiert, um die Offizieren in seinem neuen Reglement zu schulen. Am 29. August 1756 überschritt die preußische Armee ohne vorherige Kriegserklärung die Grenze Sachsens und der Siebenjährige Krieg begann. Am 21. Oktober 1756 wurde Sincère zum Feldmarschall-Lieutenant ernannt. Er kämpfte am 18. Juni 1757 in der Schlacht bei Kolin und erhielt dafür das Ritterkreuz des Militär-Maria-Theresia-Ordens. Dort hatte er zu Beginn der Schlacht das Dorf Krzeczow mit zwölf Grenadier-Compagnien von feindlichen Husaren geräumt und dabei fünf Kanonen erobert. Am Abend konnte er mit 4 Bataillonen, allen Grenadier-Kompanien und einigen Dragoner-Eskadronen den Preußen in die Flanke fallen und so auch die letzten Preußen vom Schlachtfeld vertreiben. Am 17. Februar 1758 wurde er mit Rang vom 20. Dezember 1757 zum Feldzeugmeister befördert. Auch in der Schlacht bei Hochkirch am 14. Oktober 1758 konnte er sich auszeichnen. Er kommandierte hierbei die dritte Kolonne, bestehend aus 17 Bataillonen und 16 Karabinier-Kompanien. Ohne auch nur einer preußischen Patrouille zu begegnen, gelangte die Kolonne unter seiner Führung früh 4 Uhr morgens bis auf Schussweite an den Feind. Was der Feldmarschall Daun in seinem Bericht auch hervorhob. Sincère erhielt dafür das Großkreuz des Militär-Maria-Theresia-Ordens. 1759 deckte er den Rückmarsch in die Winterquartiere, wobei er am 7. November bei Zehren, am 14. November bei Korbitz ins Gefecht kam. Am 20. November kommandierte er die Infanterie in dem siegreichen Gefecht bei Maxen. Im Jahr darauf kommandierte er am 3. November 1760 in der Schlacht bei Torgau den die Infanterie des linken Flügels. Als der preußische General Hülsen angriff, stellte er sich an die Spitze seines Regiments. Er wurde schwer verwundet, aber der preußische Vorstoß gestoppt. Er blieb bis zum Ende des Krieges bei der Armee, war aber nicht weiter an den Kämpfen beteiligt.
Nach dem Krieg ging er in den Ruhestand und starb am 4. Juni 1769 in Znaim.
In der Armee hatte er sich den Ruf eines „Zuchtmeisters der Offiziere und Soldaten“ erworben. Im Jahr 1757 wurde ihm unter gleichzeitiger Anerkennung seines altadeligen Herkommens der Freiherrnstand verliehen.